# Sussja von Hanipol

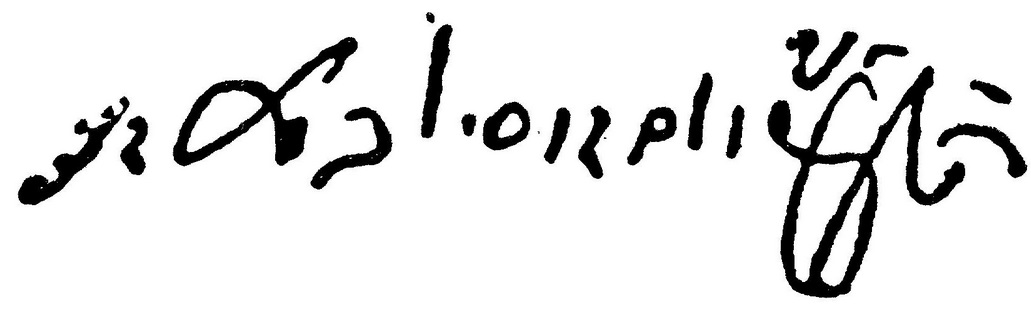
Autograph

Meschullam Sussja von Hanipol (geboren um 1718, vermutlich in Tarnów, Galizien, gestorben 1800) war ein chassidischer Rabbi, der Bruder von Elimelech von Lyschansk und einer der hervorragendsten Schüler von Dow Bär von Mesritsch. In erster Linie durch Lehrgeschichten und Anekdoten bekannt, spielt die Figur Sussjas eine wichtige Rolle in der Lehre und Praxis des Chassidismus.

## Leben

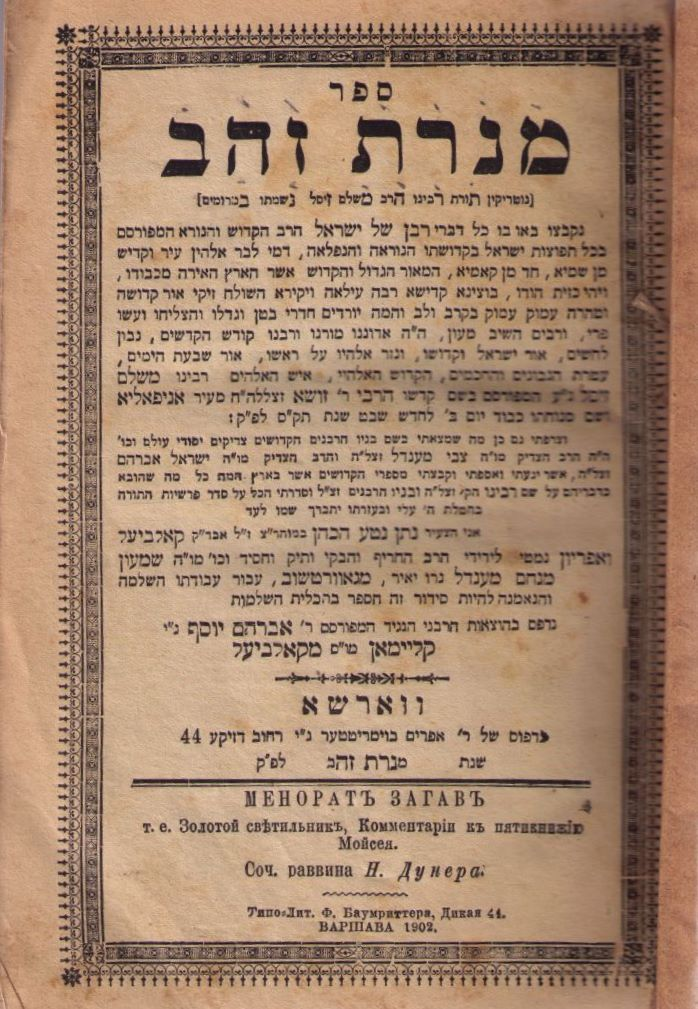
Titelseite der Sprüchesammlung Menorat Zahav (Warschau, 1902). Der Titel bedeutet „Der Goldene Leuchter“ oder „Die Goldene Menora“

Geboren als Sohn von Rabbi Eleasar Lippe, war Sussja ein jüngerer Zeitgenosse von Ba'al Shem Tov (1698–1760), dem Begründer des Chassidismus; ob er ihn jemals getroffen hat, ist unbekannt. Sussja war Schüler von Ba’al Shem Tovs Nachfolger Dow Bär von Mesritsch und ermutigte seinen Bruder Elimelech dazu, ebenfalls Chassid zu werden. Auch mit Schneur Salman war Sussja befreundet. Nach dem Tod Dow Bärs im Jahre 1772 ließ Sussja sich in Hanipol nieder und lehrte dort; der Kreis seiner Schüler erweiterte sich nach dem Tod seines Bruders Elimelech im Jahre 1787.
Es gibt ansonsten wenige zuverlässige schriftliche Informationen über Sussjas Lebenslauf, doch sind in der chassidischen Literatur viele Anekdoten über die beiden Brüder überliefert, die zusammen als Asketen von Ort zu Ort zogen. Sussja begann angeblich als erster mit diesen Wanderungen und überredete Elimelech dann, ihn zu begleiten. Dabei traten sie nicht als Rabbis auf, sondern wurden von den Leuten, die sie trafen, für ganz gewöhnliche arme Menschen gehalten. Im Gegensatz zu Elimelech, der schließlich sesshaft wurde, gab Sussja das Wandern nie ganz auf.
Sussja wird in Lehrgeschichten oft als heiliger Narr dargestellt, der in den Augen der anderen Opfer und Erniedrigter ist, aber dennoch fröhlich seinen hingebungsvollen Dienst für Gott fortsetzt, so als hätte er nie Leid erfahren. Diese literarische Figur, ob sie nun ein getreues Bild der historischen Person vermittelt oder nicht, spielt eine wichtige Rolle im chassidischen Diskurs und der chassidischen Praxis.
Martin Buber sah im Charakter Sussjas Parallelen zu anderen religiösen Traditionen: In ihm sei „die wundersame Figur wiedererstanden, die wir aus Legenden von chinesischen Buddhisten, von Sufis, von Jüngern des Franziskus von Assisi kennen, der ,Gottesnarr‘; wir können in ihm aber auch eine Sublimierung des ostjüdischen Typus des Badchan, des besonders auf Hochzeiten sein Wesen treibenden Passenreißers, ins Heilige erkennen“.
Im Gegensatz zu seinem Bruder und vielen anderen Mitgliedern des Mesritsch-Kreises schrieb Sussja kein Buch über seine Lehren. Sein Ruf als Meister scheint eher auf seiner charismatischen Persönlichkeit als auf seinem spezifischen Wissen oder seinen Lehren beruht zu haben. Sein ältester Sohn Menachem Zvi Hirsch war sein Nachfolger in Hanipoli; sein jüngster Sohn Israel Abraham diente als chassidischer Rabbi und Admor in Tschornyj Ostriw.
Eine Sammlung von Sprüchen, die Sussja zugeschrieben werden, wurde unter dem Titel Menorat Zahav („Der Goldene Leuchter“ oder „Die Goldene Menora“) veröffentlicht (Warschau, 1902).

## Anekdoten

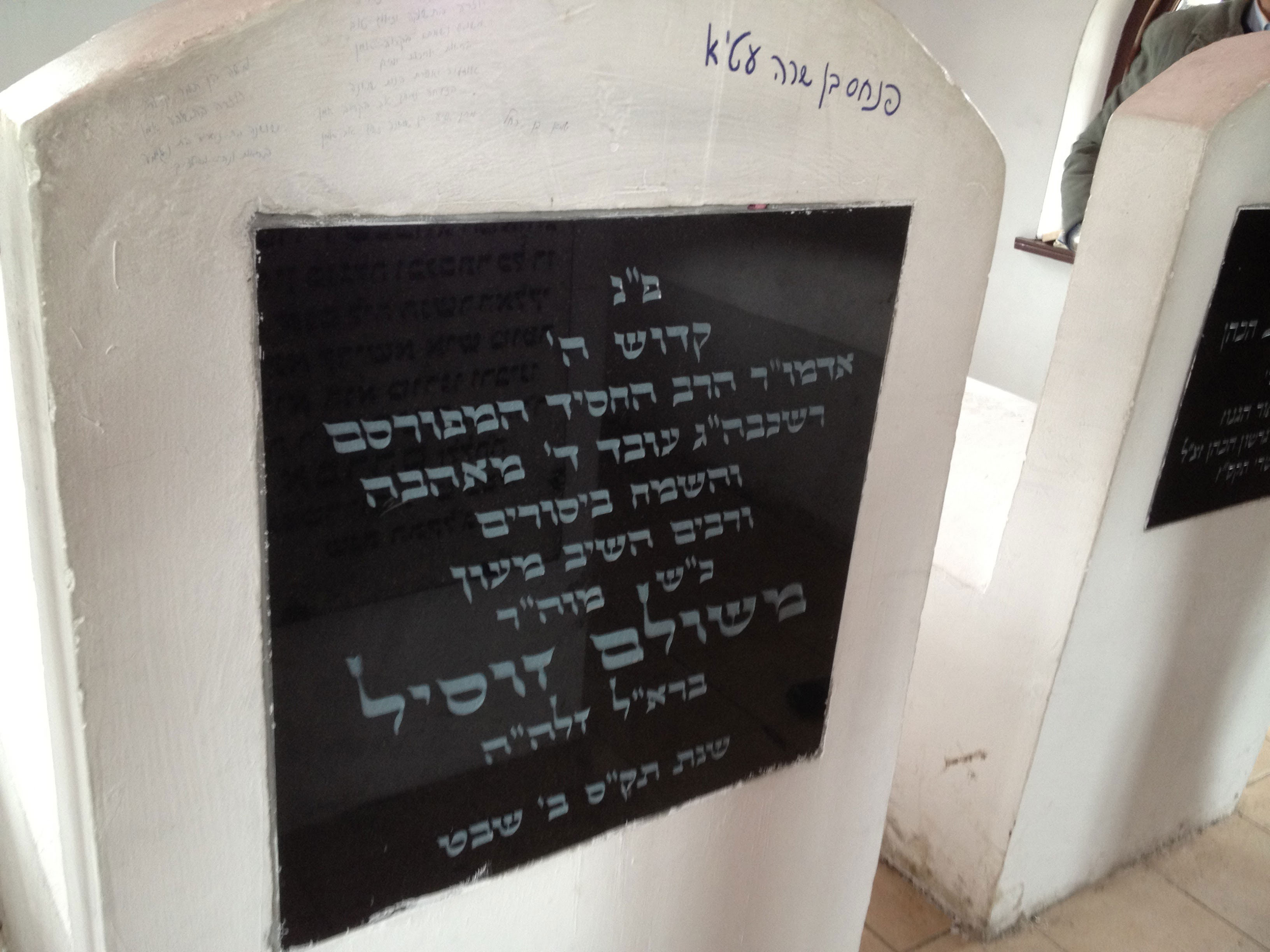
Grabstein in Hannopil, Ukraine

Die Legende besagt, dass Sussja, als sein Lehrer, der Maggid von Mesritsch, einen mit den Worten „Der Herr sprach zu Moses und sagte ...“ beginnenden Vers zitierte, bei der Vorstellung, dass Gott spricht, so in Erregung geriet, dass er des Zimmers verwiesen werden musste.
In vielen über ihn erzählten Geschichten vermeidet es Sussja, das Wort „ich“ zu verwenden, und nennt sich stattdessen selbst bei seinem Namen, Sussja. Er soll einmal gesagt haben, nur Gott habe das Recht, „ich bin“ zu sagen – nur Gott habe wahre Selbstexistenz, alle anderen „Ichs“ seien illusorisch.
In mehreren Anekdoten betritt Sussja das Haus einer sündigen Person und macht sich alsbald lauthals heftige Vorwürfe über all die Missetaten, die diese Person vollbracht hat, so als ob Sussja selbst dieser Taten schuldig wäre. Die sündige Person hört diese Geständnisse, erkennt sich in ihnen wieder und kommt so zur Reue.
In einer von Martin Buber nacherzählten Geschichte sagt Sussja auf seinem Sterbebett: „In der kommenden Welt wird man mich nicht fragen: ,Warum bist du nicht Mose gewesen?‘ Man wird mich fragen: ,Warum bist du nicht Sussja gewesen?‘“

## Bibliographie
- Torat ha-Rabbi: Rabbi Zusha (Bene Beraq, 1994)